# Barsac (Gironda)
Barsac é uma comuna francesa na região administrativa da Nova Aquitânia, no departamento da Gironda. Estende-se por uma área de 14,49 km². Em 2010 a comuna tinha 2 089 habitantes (densidade: 144,2 hab./km²).